# Нок, Артур Дарби
Артур Дарби Нок (англ. Arthur Darby Nock; 21 февраля 1902, Портсмут, Великобритания — 11 января 1963, Кембридж, Массачусетс, США) — англо-американский религиовед.

## Биография
Происходил из среды английских католиков, был адептом агностицизма.
В 1926 году окончил Тринити-колледж Кембриджского университета.
С 1929 года — преподаватель истории религии Гарвардского университета.
С 1933 года — издатель «Гарвардского богословского обозрения» («Harvard theological review»).
Принимал участие в редакционной коллегии «Классического оксфордского словаря» («The Oxford classical dictionary»); являлся соредактором журнала «Христианские бдения» («Vigiliae christianae»), вместе с А.-Ж. Фестюжьер подготовили и издали критическое издание корпуса герметических текстов «Corpus Hermeticum».

## Научные интересы
История древне-греческой и римской религий, особенно периода эллинизма, а также раннего христианства. Нок доказывал необоснованность гипотезы о гностицизме как источнике христианства, выступал против переоценки значения мистериальных религий для его формирования; в частности, опровергал мистериальный характер христианских священнодействий.

### Труды
Первая крупная работа — комментированный перевод сочинения Саллюстия «Concerning the gods and the universe».
В книге «Conversion: the old and the new in religion from Alexander the Great to Augustine of Hippo» исследовал условия принятия той или иной религии в античную эпоху, показал, что понятие религиозного обращения чуждо древне-греческой религии и было воспринято христианством из философии. Подход Нока к исследованию религии характеризуется повышенным вниманием к конкретным историческим деталям, эмпирическим фактам и артефактам (эпиграфии, монеты и др.).

#### Публикации
- Concerning the gods and the universe. — L., 1926.
- Conversion: the old and the new in religion from Alexander the Great to Augustine of Hippo. — L., 1933. Русский перевод: Обращение. Старое и новое в религии от Александра Великого до Блаженного Августина. — СПб., 2011.
- Early gentile christianity and its hellenistic background // Essays on the trinity and the incarnation / Ed. A. E. J. Rawlinson. — L., 1928.
- St. Paul. — L., 1938.
- Corpus Hermeticum. — P., 1945—1954. Vol. 1-4 (ed.).
- Essays on religion and the ancient world / Ed. Z. Stewart. — Camb. (Mass.), 1972. Vol. 1-2.